# Дыбрава (Благоевградская область)
Дыбрава (болг. Дъбрава) — село в Благоевградской области Болгарии. Входит в состав общины Благоевград. Находится примерно в 4 км к северо-востоку от центра города Благоевград. По данным переписи населения 2011 года, в селе  проживало 103 человека, преобладающая национальность — болгары.

## Население
| Год     | 1934 | 1946 | 1956 | 1965 | 1975 | 1985 | 1992 | 2001 | 2011 |
| ------- | ---- | ---- | ---- | ---- | ---- | ---- | ---- | ---- | ---- |
| Жителей | 624  | 680  | 508  | 262  | 154  | 116  | 103  | 117  | 103  |

|  |